# Feeding order
Feeding order, in het Nederlands vertaald als "voedende volgorde", is de benaming voor het verschijnsel dat als gevolg van een verandering in een bepaalde fonologische context (regel 1) er in dezelfde context nog een tweede verandering kan optreden (regel 2), die zonder de eerste verandering niet mogelijk zou zijn geweest.

## Werking
Een voorbeeld in het Engels is het verschijnsel preglottalisatie, waardoor alle stemloze plosieven in de laatste lettergreep van een woord worden geglottaliseerd. Het woord dat de onderliggende vorm [lʊkt] heeft wordt hierdoor bijvoorbeeld uitgesproken als [lʊʔkt]. Daarnaast kent de fonologie van het Engels een andere regel die ervoor zorgt dat aan het einde van een woord tussen een nasale medeklinker en een stemloze fricatief er in de uitspraak nog een extra stemloze plosief verschijnt, zoals in het woord [prɪnts] (met de onderliggende vorm [prɪns]). Doordat deze laatste regel eerder optreedt dan preglottalisatie, neemt ook het aantal contexten waarin dit laatste verschijnsel kan optreden toe. Het woord met de onderliggende vorm [prɪns] wordt daardoor uiteindelijk uitgesproken als [prɪnʔts].

## Counterfeeding order
Indien dergelijke regels in een omgekeerde volgorde gelden, heet dit counterfeeding order. De vrouwelijke vorm van het Franse bijvoeglijk naamwoord petit is [pətitə]. Indien de regel die er in het Frans voor zorgt dat een /ə/ aan het einde van een woord wegvalt (regel 1) eerder zou gelden dan de regel waardoor medeklinkers aan het einde van een woord voor een medeklinker aan het begin van het volgende woord wegvallen (regel 2), zou er sprake zijn van een voedende volgorde (waardoor petite nièce uiteindelijk zou worden uitgesproken als [pəti njɛs]). Het wordt echter uitgesproken als [pətit njɛs], wat betekent dat regel 1 pas ná regel 2 moet hebben gegolden.
Een dergelijke "omgekeerde voedende volgorde" ligt aan de basis van het verschijnsel "fonologische opaciteit". Hiermee wordt bedoeld dat in de oppervlaktevorm de werking van de eerste fonologische regel niet zichtbaar is, terwijl die regel wel geldt in de taal.